# Chissioua Kanzoni
Chissioua Kanzoni är en ö i Komorerna. Den ligger i den västra delen av landet, 90 km sydost om huvudstaden Moroni. Arean är 2,4 kvadratkilometer.
Terrängen på Chissioua Kanzoni är lite kuperad. Öns högsta punkt är 151 meter över havet. Den sträcker sig 3,2 kilometer i nord-sydlig riktning, och 2,7 kilometer i öst-västlig riktning.